# Louis Constant Wairy
Louis Constant Wairy (1778–1845) fue ayudante de cámara de Napoleón, Emperador de los franceses.
Escribió "Mémoires de Constant, premier valet de chambre de l'empereur: sur la vie privée de Napoléon, sa famille et sa cour." ("Memorias de Constant, ayudante de cámara del emperador; sobre la vida privada de Napoleón, su familia y su corte.")